# Balatonboglár
Balatonboglár  este un oraș în districtul Fonyód, județul Somogy, Ungaria, având o populație de 5.929 de locuitori (2011). 

## Demografie
Componența etnică a orașului Balatonboglár
     Maghiari (96,01%)
     Germani (2,93%)
     Necunoscut (0,64%)
     Alții (0,42%)
Componența confesională a orașului Balatonboglár
     Romano-catolici (52,89%)
     Fără religie (7,64%)
     Reformați (5,01%)
     Luterani (2,55%)
     Necunoscută (30,7%)
     Alte religii (2,46%)
Conform recensământului din 2011, orașul Balatonboglár avea 5.929 de locuitori. Din punct de vedere etnic, majoritatea locuitorilor (96,01%) erau maghiari, cu o minoritate de germani (2,93%). Apartenența etnică nu este cunoscută în cazul a 0,64% din locuitori.  Din punct de vedere confesional, majoritatea locuitorilor (52,89%) erau romano-catolici, existând și minorități de persoane fără religie (7,64%), reformați (5,01%) și luterani (2,55%). Pentru 30,7% din locuitori nu este cunoscută apartenența confesională.